# Spädbarnsdödlighet
Begreppet spädbarnsdödlighet eller spädbarnsmortalitet beskriver andelen födda barn som dör under sitt första levnadsår. De huvudsakliga skälen till att ett spädbarn dör är uttorkning och sjukdom.
Spädbarnsmord, misshandel, övergivande av barn och vanvård bidrar också till spädbarnsdödligheten.
I samhällen med lågt utvecklad hälsovård, som i äldre tider i Europa eller i dagens fattiga länder är spädbarnsdödligheten hög. Det är den grundläggande hälsovården som har störst effekt på spädbarnsdödligheten medan nivån på den medicinska vetenskapen har mindre inverkan. Spädbarnsdödlighet ingår därför i bedömningar av levnadsstandard.
I mer utvecklade länder är de huvudsakliga skälen till att ett spädbarn dör medfödda defekter, infektion och plötslig spädbarnsdöd. Den absolut vanligaste orsaken till ett spädbarns död har varit uttorkning på grund av diarré. Med den lyckade informationsspridningen till mödrar runt om i världen om hur en blandning av salt, socker och vatten effektivt kan hjälpa mot uttorkning har andelen barn som dör av uttorkning minskat, och från slutet av 1990-talet är det lunginflammation som dödar flest spädbarn.
Spädbarnsdödligheten anges som antal av tusen levande födda spädbarn som dör under sitt första levnadsår, vilket gör att spädbarnsdödligheten i olika länder kan jämföras.
Unicef publicerar löpande statistik om hur många barn som dör före sin femårsdag i sin serie The State of the World's Children
. År 2007 är Sierra Leone det land där flest barn dör före fem års ålder: 262 av tusen levande födda barn upplever ej sin femårsdag
.
Alla de 30 länderna som har högsta barndödlighet innan fem års ålder år 2007 ligger i Afrika, utom Afghanistan som är på andra plats med 257 döda av tusen. Motsvarande siffra för USA är 8 och för Sverige 3.